# Lindhalden

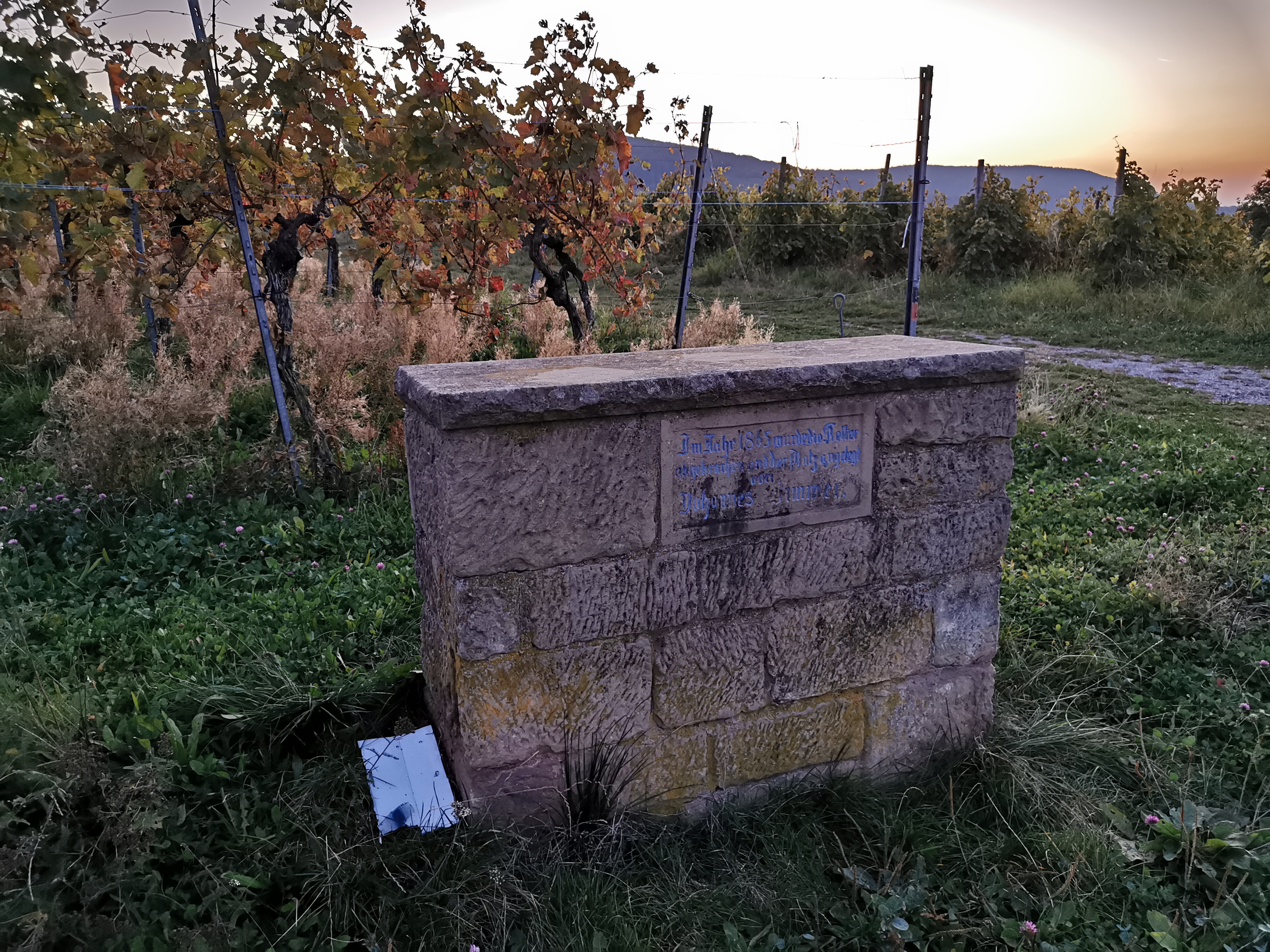
Gedenkstein der Lindhaldener Kelter (2021)

Lindhalden ist eine abgegangene Ortschaft von Stetten im Remstal.

## Lage
Die Ortschaft befand sich zwischen Stetten und Strümpfelbach. Heute befinden sich dort Weinberge. Früher befand sich dort der namensgebende Lindhaldenwald, welcher um 1717 gerodet wurde.

## Geschichte
Erstmals urkundlich erwähnt wurde die Ortschaft 1360. Nach einem Lagerbuch von 1494 war die Ortschaft recht weitläufig. Um die Zeit des Dreißigjährigen Krieges bestand der Ort aus rund 20 Höfen. Viele zogen daraufhin hinunter ins Dorf Stetten, um Zuflucht im Schloss zu suchen. Auch die Pest-Epidemien in Schwaben 1596, 1607 und 1626 trugen dazu bei.
Es existierte eine Kelter, die Lindhaldener Kelter, welche 1713 bis 1716 erbaut wurde und 1865 abgebrochen wurde. Daran erinnert heute noch ein Gedenkstein. Des Weiteren existierte eine Kapelle.
Vom eigentlichen Dorf ist heute, spätestens seit der letzten Rebflurbereinigung, nichts mehr zu sehen.
Heute bekannt ist die Lage noch wegen der prächtigen Kirschblüten am Kirschblütenweg. Die spielten damals eine bedeutende Rolle als Einnahmequelle (sogenanntes Kirschengeld, zugunsten der Kirschen vernachlässigte Weinberge hießen Kirschen-Mose).
Es existiert eine Weinlage Stettener Lindhälder, deren Name vom Ort abgeleitet ist.